# Alfredo Pérez Rubalcaba
Pour les articles homonymes, voir Pérez et Rubalcaba.
Alfredo Pérez Rubalcaba est un homme d'État espagnol membre du Parti socialiste ouvrier espagnol (PSOE), né le 28 juillet 1951 à Solares en Cantabrie et mort le 10 mai 2019 à Majadahonda.
Il adhère au PSOE dans les années 1970 et se spécialise alors dans le domaine de l'enseignement. Haut fonctionnaire du ministère de l'Éducation dans les années 1980, il en prend la tête en 1992, puis est nommé, un an plus tard, ministre de la Présidence et porte-parole du dernier gouvernement de Felipe González.
À la suite du passage des socialistes dans l'opposition, en 1996, il monte progressivement dans l'appareil et devient le représentant du parti dans le domaine de la lutte contre le terrorisme basque, aux côtés des secrétaires généraux Joaquín Almunia et José Luis Rodríguez Zapatero. Une fois le PSOE revenu au pouvoir, en 2004, il est porté à la tête du groupe parlementaire, avant de revenir au gouvernement, en 2006, comme ministre de l'Intérieur.
Lors du remaniement de 2010, il est promu premier vice-président du gouvernement et porte-parole, ce qui fait de lui le numéro deux de l'exécutif. En 2011, il est investi candidat socialiste à la présidence du gouvernement pour les élections législatives suivantes et annonce son départ du gouvernement.
Défait par le Parti populaire (PP), il est élu en 2012 secrétaire général du PSOE. Il démissionne de cette fonction après l'échec socialiste aux élections européennes de 2014 et se retire de la vie politique. Il meurt cinq ans plus tard des suites d'un accident vasculaire cérébral. Sa mort suscite une vive émotion au sein de la classe politique et de la population.

## Famille et formation
Alfredo Pérez Rubalcaba naît le 28 juillet 1951 à Solares, en Cantabrie. Il est le fils d'un soldat ayant combattu parmi les nationalistes pendant la guerre civile espagnole tandis que son grand-père maternel était républicain, ce qu'il n'apprendra qu'au début des années 1980.
Il suit son enseignement primaire et secondaire au Colegio Nuestra Señora del Pilar, à Madrid. Il a ensuite étudié les sciences chimiques à l'université Complutense de Madrid, se spécialisant en chimie organique et biochimie.
Il soutient sa thèse de doctorat en 1978 et obtient le prix extraordinaire. Trois ans avant, lors des championnats nationaux universitaires, il était parvenu à courir le 100 mètres en 10,9 secondes, sous les couleurs de la section d'athlétisme du Celta de Vigo.

## Vie professionnelle

### Universitaire
Professeur titulaire de chimie organique au département du même nom à l'université Complutense de Madrid, il a également travaillé à l'université de Constance, en Allemagne, et de Montpellier, en France. Son travail de recherche sur la chimie organique s'est surtout concentré sur des mécanismes de réaction qui l'ont conduit à publier une trentaine d'articles scientifiques.

### Haut fonctionnaire
Il entre dans la haute fonction publique en décembre 1982, lorsqu'il devient directeur du cabinet technique du secrétaire d'État chargé de l'Enseignement supérieur et de la Recherche. Il occupe ce poste jusqu'à sa nomination comme directeur général des Enseignements universitaires, en mai 1985.

## Politique

### Débuts
Il adhère au Parti socialiste ouvrier espagnol (PSOE) en 1974, et commence à travailler avec la Fédération socialiste madrilène (FSM), puis au sein des commissions de l'Enseignement et de la Recherche, aussi bien dans le parti que son groupe parlementaire. Le 25 septembre 1986, il entame sa carrière politique en tant que secrétaire général de l'Éducation du ministère de l'Éducation et de la Science. Il est promu secrétaire d'État le 29 juillet 1988.

### Entrée au gouvernement
À l'occasion du remaniement ministériel causé par la démission de Francisco Fernández Ordóñez, Alfredo Pérez Rubalcaba est nommé ministre de l'Éducation et de la Science le 24 juin 1992. Élu député de la province de Tolède aux élections générales anticipées du 5 juin 1993, il est choisi le 14 juillet suivant comme ministre de la Présidence et porte-parole du gouvernement. À ce poste, il a toujours nié une quelconque relation entre l'exécutif socialiste et les groupes antiterroristes de libération (GAL).

### Pilier du PSOE contre le terrorisme basque
Lors des élections générales anticipées du 3 mars 1996, il est élu député pour la Communauté de Madrid, tandis que le PSOE est renvoyé dans l'opposition après quatorze ans au pouvoir. Il devient alors porte-parole du groupe socialiste à la commission parlementaire de la Science et de la Technologie. En juin 1997, il entre à la commission exécutive fédérale du parti, sur proposition de son nouveau secrétaire général, Joaquín Almunia.
Il se voit confier les responsabilités de secrétaire à la Communication et sera l'un des principaux responsables du maintien des discussions avec le gouvernement conservateur concernant l’Euskadi ta Askatasuna (ETA) après la trêve de 1999. Avec l'arrivée de José Luis Rodríguez Zapatero à la tête des socialistes en 2000, il devient membre du comité fédéral puis le chef de la délégation socialiste qui négocie et signe, en décembre 2000, l'accord pour les libertés et contre le terrorisme avec le Parti populaire (PP) au pouvoir.

### Retour au gouvernement

#### Victoire électorale de 2004
Il est choisi en 2004 comme responsable de la stratégie électorale du PSOE pour les élections générales du 14 mars, étant considéré comme l'un des principaux artisans de la victoire du parti. Le 13 mars, soit deux jours après les attentats de Madrid, il critique ouvertement le gouvernement de José María Aznar pour avoir attribué ce crime à l'ETA, déclarant en conférence de presse que  « Les Espagnols méritent un gouvernement qui ne leur ment pas ». Le lendemain, les socialistes obtiennent 42,6 % des voix et 164 députés sur 350, soit seize de plus que le PP désormais dirigé par Mariano Rajoy. Il devient par la suite porte-parole du groupe parlementaire du PSOE au Congrès des députés.

#### Ministre de l'Intérieur puis numéro deux
Le 7 avril 2006, Alfredo Pérez Rubalcaba revient au gouvernement, au poste de ministre de l'Intérieur. Il est alors chargé de gérer un nouveau cessez-le-feu proclamé par les terroristes basque, qui se termine tragiquement huit mois plus tard, lors d'un attentat à l'aéroport Adolfo Suárez, de Madrid-Barajas. Réélu député, en Cantabrie, lors des élections générales du 9 mars 2008, il est reconduit à son poste gouvernemental le 14 avril suivant.
Dans le second grand remaniement ministériel du second gouvernement Zapatero, le 20 octobre 2010, il en est propulsé numéro deux en récupérant les fonctions de premier vice-président et porte-parole. Il s'affirme l'année suivante, avec la ministre de la Défense, Carme Chacón, comme un favori dans la course à la succession de José Luis Rodríguez Zapatero, qui annonce au début du mois d'avril qu'il ne sera pas candidat aux prochaines élections générales. Le 28 mai, il annonce officiellement sa candidature à la primaire socialiste devant le comité fédéral du PSOE.
Au cours de l'année 2011, il est régulièrement mis en cause par le Parti populaire (PP) dans l'affaire Faisán, notamment lors des séances de questions au gouvernement au Congrès des députés,, le vice-secrétaire général du parti, Esteban González Pons, allant jusqu'à la comparer avec l'affaire Gürtel.

### Secrétaire général du PSOE

#### Candidat à la présidence du gouvernement
Aucun autre prétendant n'ayant rempli les conditions pour se présenter, il est proclamé candidat à la présidence du gouvernement le 18 juin, son investiture officielle étant programmée le 9 juillet. La veille de cette investiture, il profite de la conférence de presse postérieure à la réunion hebdomadaire du conseil des ministres pour annoncer sa démission du gouvernement, à la surprise des journalistes présents.
Lors de son discours d'investiture comme candidat, il propose d'axer sa campagne sur quatre thèmes, principalement liés aux effets de la crise économique mondiale et du mouvement des Indignés, à savoir la création d'emplois par une taxe sur les bénéfices bancaires, la relance de l'économie par la redistribution des produits d'un nouvel impôt sur le patrimoine tout en luttant contre l'endettement public, la défense de l'État providence, et notamment la gratuité de la santé, et la rénovation du système politique, en accentuant le combat contre la corruption et réformant la loi électorale, pour assurer à la fois proximité et proportionnalité.

#### Défaite aux législatives
Lors du scrutin, le PSOE ne remporte que 28,7 % des voix et 110 députés, soit un recul de 59 sièges, alors que le PP, avec 44,6 % des suffrages, parvient à franchir la majorité absolue au Congrès des députés, en obtenant 186 députés. Peu après cette lourde défaite, Rubalcaba demande la convocation d'un congrès socialiste le plus vite possible, sans toutefois faire connaître ses intentions quant à la direction du parti. Alors qu'une candidature de la ministre de la Défense, Carme Chacón, qui s'était retirée avant la tenue de la primaire en juin, semble envisageable, il reçoit, deux ou trois jours après les élections, le soutien d'importantes personnalités socialistes, comme José Antonio Griñán, Patxi López, Marcelino Iglesias, Guillermo Fernández Vara et Manuel Chaves, pour sa candidature au poste de secrétaire général,. Dès le 21 novembre, José Luis Rodríguez Zapatero confirme la tenue d'un congrès ordinaire en février 2012, cinq mois avant le terme du délai statutaire.

#### Élection au congrès de Séville
Le 29 décembre 2011, Alfredo Pérez Rubalcaba annonce qu'il sera candidat au poste de secrétaire général du Parti socialiste lors du XXXVIIIe congrès fédéral, à Séville. Il affirme que le parti doit redevenir le défenseur des classes populaires, tout en soutenant les classes moyennes, et porter un message unique sur tout le territoire et non en fonction de chaque communauté autonome. Il appelle également à une plus grande ouverture du PSOE vers la société, notamment par la tenue d'élections primaires ouvertes pour désigner le candidat à la présidence du gouvernement, point commun avec son adversaire, Carme Chacón. Il présente sa candidature au siège de l'Union générale des travailleurs (UGT) entouré de jeunes députés, dont Juan Moscoso del Prado et María González Veracruz, nommés porte-paroles de sa campagne. Le 4 février 2012, il est élu secrétaire général du parti, obtenant 487 voix, soit 51,16 % des exprimés, contre 465 à Chacón, sa concurrente.

#### Retrait de la vie politique
Il annonce sa démission le 26 mai 2014, au lendemain de la défaite historique des socialistes lors des élections européennes. Il ajoute qu'un congrès extraordinaire se réunira les 19 et 20 juillet afin de désigner son successeur. Chacón critique ce choix et demande la convocation immédiate de primaires ouvertes pour désigner le candidat à la présidence du gouvernement, tandis que le secrétaire général du groupe parlementaire Eduardo Madina appelle à l'élection du nouveau secrétaire général par l'ensemble des adhérents du PSOE, une position à laquelle se range finalement la direction.
Tandis que le congrès est décalé aux 26 et 27 juillet, le député de Madrid Pedro Sánchez parvient à déjouer les pronostics et se faire élire secrétaire général lors d'un vote consultatif organisé le 13 juillet. Le 2 septembre 2014, il abandonne son mandat de député au Congrès et est remplacé par María Virtudes Cediel.

## Mort

### Victime d'un AVC
Le 8 mai 2019, il est victime d'un accident vasculaire cérébral alors qu'il se trouve à son domicile de Majadahonda. Il est transporté en urgence à l'hôpital de la ville, où il subit une intervention chirurgicale. Il est ensuite admis en observation dans une unité de soins intensifs où son état se stabilise. L'établissement diffuse quelques heures plus tard un communiqué alarmiste, expliquant que Rubalcaba se trouve dans un état « extrêmement grave ».
Pedro Sánchez, désormais président du gouvernement, quitte aussitôt le Conseil européen réuni à Sibiu afin de se joindre à la famille de l'ancien dirigeant socialiste. Il meurt deux jours plus tard, le 10 mai, à 67 ans. Le président du gouvernement décrète un deuil national jusqu'à minuit le lendemain.

### Chapelle ardente au palais des Cortès
Au soir de son décès, son cercueil, recouvert du drapeau espagnol et d'un drapeau du PSOE, est transféré au palais des Cortès et une chapelle ardente est installée dans la salle des pas perdus. Plusieurs centaines de personnes se réunissent spontanément devant le siège du Congrès des députés, applaudissant l'arrivée du cortège funèbre qui est reçu par les présidents du gouvernement, du Congrès et du Sénat. Le roi Felipe VI et la reine Letizia se rendent à la chapelle ardente, de même que le roi émérite Juan Carlos et la reine Sophie, pour se recueillir auprès des proches de Rubalcaba,.
Après que plus de 8 000 personnes ont salué la dépouille de Rubalcaba, son cercueil est enlevé le 11 mai de l'enceinte parlementaire devant un millier de citoyens dont certains crient « Vive l'Espagne ! » (¡ Viva España !). Il est ensuite incinéré et ses cendres sont déposées auprès de ses parents, dans le cimetière d'Alcobendas, en région madrilène,.

### Hommages
Sa mort suscite l'émotion dans toute la classe politique, qui lui rend un hommage unanime. Saluent ainsi sa mémoire le roi Felipe VI et la reine Letizia, Pedro Sánchez, le président du Parti populaire Pablo Casado, le président de Ciudadanos Albert Rivera, l'ancien président du gouvernement Mariano Rajoy, la présidente du Congrès Ana Pastor, le président du gouvernement basque Iñigo Urkullu, le président de la généralité valencienne Ximo Puig, le vice-président de la généralité de Catalogne Pere Aragonès ou encore la maire de Madrid Manuela Carmena. Le secrétaire général de Podemos Pablo Iglesias et le président de Vox Santiago Abascal adressent leurs condoléances aux proches du défunt.
Pedro Sánchez évoque ainsi « un homme d'État au service de l'Espagne » dans un article publié en ligne par le quotidien de centre gauche El País, tandis que Mariano Rajoy parle d'un « rival admirable » et raconte que de nombreux militants du Parti populaire lui avaient glissé que ce qu'il leur manquait, « c'était un Rubalcaba » dans un article sur le site Web du quotidien de centre droit El Mundo,. José Luis Rodríguez Zapatero dit « si, comme je crois, les nations qui se respectent elles-mêmes savent reconnaître leurs meilleurs compatriotes, il n'y a pas plus parfaite occasion de démontrer à quel point nous nous respectons en se souvenant de la personnalité d'Alfredo Pérez Rubalcaba ».